# Гулд, Джейдин
Дже́йдин Гулд (англ. Jadin Gould; род. 20 июня 1998, Стиллуотер, Оклахома, США) — американская актриса.

## Биография
Джейдин Гулд родилась 20 июня 1998 года в Стиллуотере (штат Оклахома, США). Джейдин — член Choctaw Nation of Oklahoma, признанного на федеральном уровне племени американских индейцев.

## Карьера
Джейдин дебютировала в кино в 2006 году, сыграв роль девочки на вечеринке по случаю хэллоуина в фильме «Полностью выросшие мужчины». В том же году Гулд сыграла роль Дебры Морган в детстве в телесериале «Декстер». Всего она сыграла в 17-ти фильмах и телесериалах.

## Избранная фильмография
| Год  |   | Русское название                              | Оригинальное название | Роль                                     |
| ---- | - | --------------------------------------------- | --------------------- | ---------------------------------------- |
| 2006 | ф | Полностью выросшие мужчины                    | Full Grown Men        | девочка на вечеринке по случаю хэллоуина |
| 2006 | с | Декстер                                       | Dexter                | Дебра в детстве                          |
| 2008 | с | АйКарли                                       | iCarly                | Карли Шэй в детстве                      |
| 2008 | ф | Развлечение                                   | Amusement             | Шелби в детстве                          |
| 2009 | с | Такая разная Тара                             | United States of Tara | Кимми                                    |
| 2010 | с | Менталист                                     | The Mentalist         | Лейни Бэнкс                              |
| 2010 | с | Чак                                           | Chuck                 | Элли Вудкомб в детстве                   |
| 2010 | с | Забытые                                       | The Forgotten         | Люси Донован                             |
| 2010 | ф | Инопланетное вторжение: Битва за Лос-Анджелес | Battle: Los Angeles   | Эми                                      |
| 2011 | с | Риццоли и Айлс                                | Rizzoli & Isles       | Мэнди Матео                              |
| 2012 | с | C.S.I.: Место преступления Нью-Йорк           | CSI: NY               | Линдсей в детстве                        |
| 2013 | ф | Человек из стали                              | Man of Steel          | Лана Лэнг                                |